# Spædbarnsrefluks
Spædbarnsrefluks er en tilstand hos barnet, der skyldes tilbageløb af ufordøjet mad fra mavesækken til spiserøret og mundhulen hos barnet. Hos de fleste børn følges tilstanden opkast eller gylp. Tilstanden kaldes også reflux, Gastroøsofageal refluks hos børn, GERD eller GØRD. Når refluks ikke er ledsaget af gylp, kaldes det for silent relfluks. Refluks er altså gylpning hos er spædbarn. Det er normalt, at spædbørn gylper fra de er to uger og helt op til 18 måneder. For de fleste ophører refluks ved 12 måneders alderen eller tidligere . 
Mange børn gylper uden at være generede af dette. Nogle få børn kan objektivt virke generede af refluks i sådan en grad, at det potentielt kan påvirke barnets tilpashed, søvn og trivsel. Et barn der virker generet af refluks, har behov for støtte fra sine forældre. Dette for at reducere omfanget af tilbageløb fra mavesækken og for at berolige barnet.